# Distretto di Yingshouyingzikuang
Il distretto di Yingshouyingzikuang (鹰手营子矿区S, Yīngshǒuyíngzǐ Kuàng QūP) è un distretto della Cina, situato nella provincia di Hebei e amministrato dalla prefettura di Chengde.